# Липари

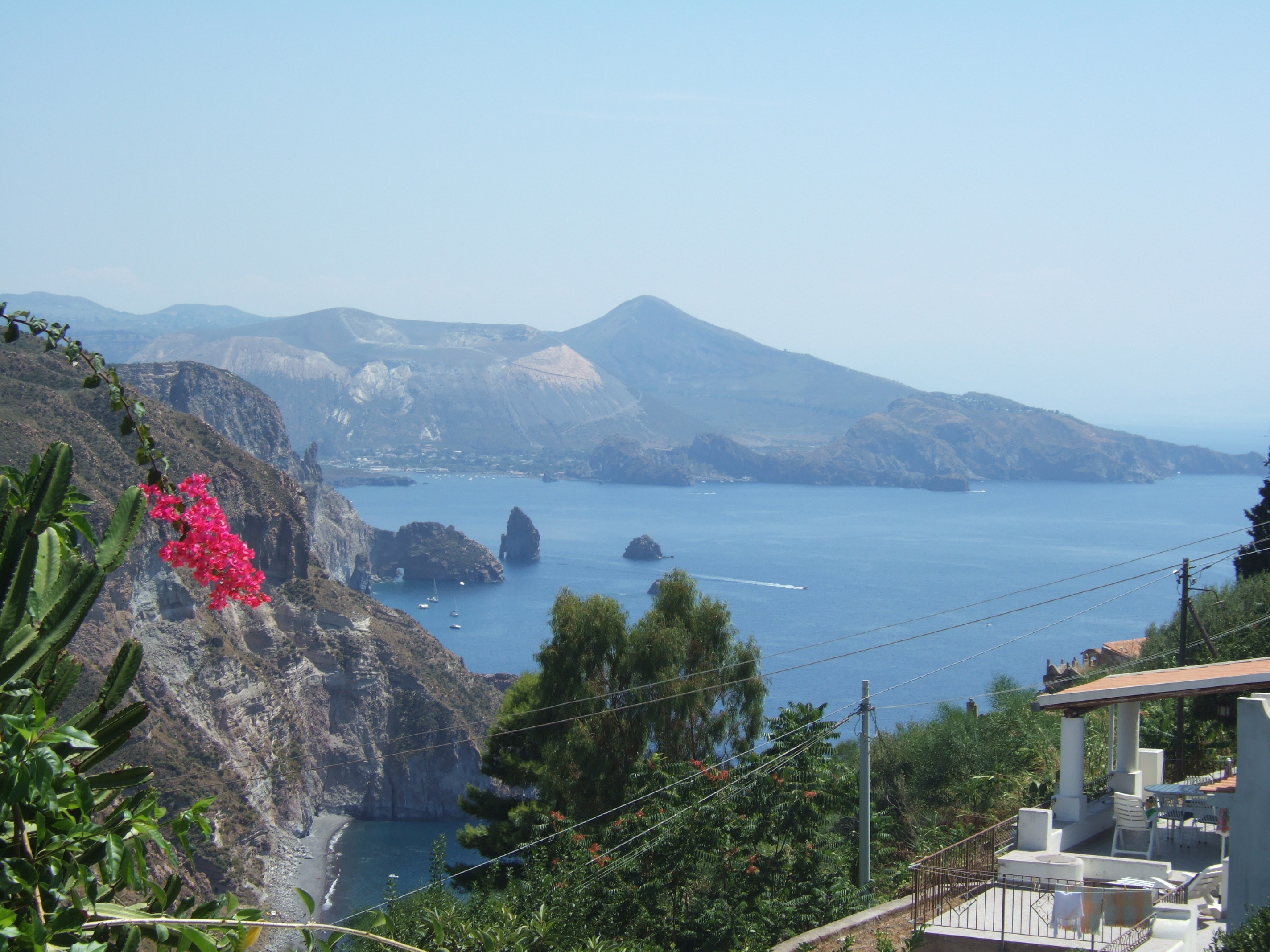
Панорама острова Липари

Ли́пари (итал. Isola di Lipari, сиц. Ìsula di Lìpari) — вулканический остров в Тирренском море, самый крупный и населенный из архипелага Липарских островов. Остров расположен в 44 километрах к северу от Сицилии и принадлежит Италии. Постоянное население острова — 10 763 человек (2005), в летний туристический сезон население увеличивается до 20 тысяч человек. На острове есть несколько вулканов. Последние извержения — 230 000 лет назад.
В древности назывался Липара (др.-греч. Λιπάρα) и дал название Липарским островам.

## География

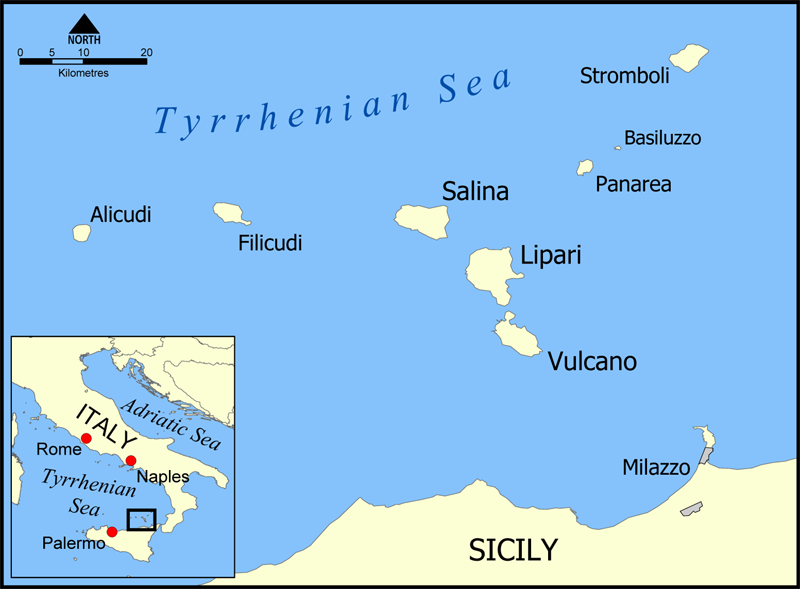

Липари — крупнейший из 7 вулканических островов, расположенных между Везувием и Этной. Столица острова — одноименный городок Липари расположен на восточном берегу острова. Бо́льшая часть жителей острова проживает в столице и четырёх крупных деревнях — Пианаконте на западе, Кватропани на северо-западе, Аскуакальда на северном побережье и Каннето на восточном берегу (примыкает с севера к городу Липари). На острове 3 раза в неделю останавливается паром, который ходит из Неаполя до сицилийского города Милаццо. До острова из Милаццо за 30 минут можно добраться также на судне на подводных крыльях.
Покровителем местности почитается святой апостол Варфоломей, празднование 24 августа.

## Палеогенетика
У двух образцов (около 2030 л. н.) из некрополя Контрада Диана определили митохондриальную гаплогруппу L3e5a.